# Museo diocesano (Treviso)
Il Museo diocesano è un museo di Treviso, inaugurato nel 1988. È ospitato nell'edificio comunemente detto le "Canoniche Vecchie" (XII secolo), antica sede dei canonici della cattedrale di San Pietro apostolo. 

## Opere
Il museo si sviluppa in varie sale su diversi livelli, dove sono presentate opere differenziate per tipologia, scuola e provenienza.

### Sezione archeologica
L'itinerario espositivo inizia a pian terreno con la sezione archeologica presenta vari reperti marmorei, per la maggior parte, di destinazione funeraria, fra cui di particolare rilievo:
- il sacello di san Prosdocimo (IV secolo), dove è sistemata l'arca del beato Enrico da Bolzano (1351), opera di bottega veneziana

### Pinacoteca

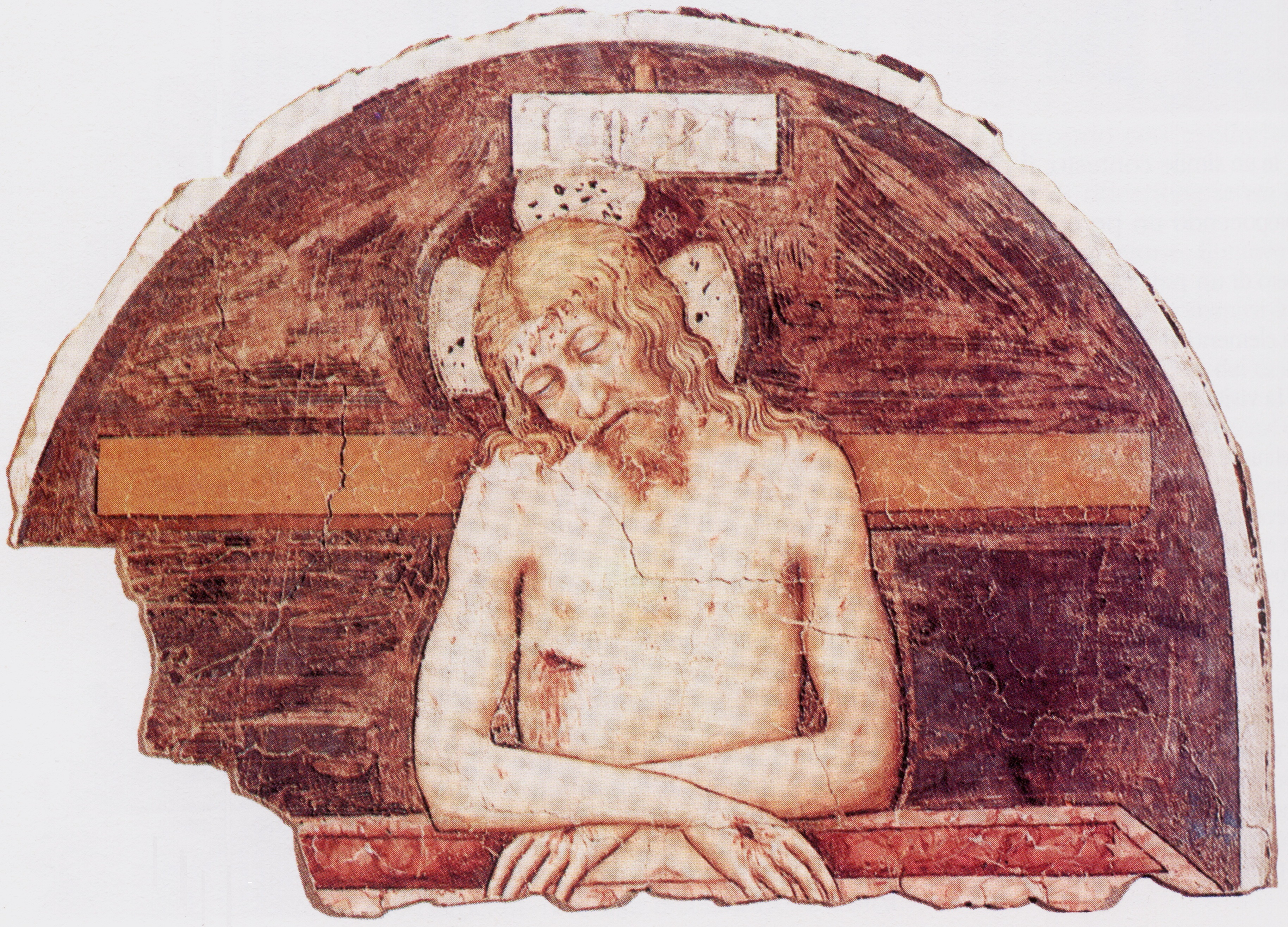
Cristo passo, affresco staccato di Tommaso da Modena

Il museo presenta opere molto eterogenee di artisti prevalentemente veneti, fra cui Padovanino, Rocco Marconi, Palma il Giovane, Andrea Celesti ed altri. Tra le opere esposte di particolare rilievo:
- Gesù Cristo discende al limbo e Martirio di san Tommaso Becket (1260 ca.), affreschi, di un anonimo pittore veneziano, staccati dalle pareti dell'Episcopio;
- Gesù Cristo nel sepolcro (1354), affresco staccato, di Tommaso da Modena;
- San Sebastiano (1425) della scuola di Gentile da Fabriano;
- Santa Bona tra i santi Sebastiano e Rocco (XVI secolo) di Girolamo da Santacroce;
- Gesù Cristo coronato di spine (XVI secolo), di Pietro de Saliba;
- San Liberale (1639), statua argentea a sbalzo ed a cesello, opera di un orafo tedesco.
- Ritratto di Francesco Benaglio (prima metà del XVIII secolo), opera di Pompeo Batoni, proveniente dalla Biblioteca capitolare.

### Oreficeria
La parte più importante di questa sezione è costituita dal tesoro del duomo che costituisce un importante repertorio d'arte orafa fra cui spiccano:
- due legature di libri liturgici (XIII - XIV secolo), in argento sbalzato;
- due bacoli pastorali (fine XIV secolo), uno in avorio policromo e l'altro in argento;
- una croce astile con la raffigurazione di San Pietro (XV secolo), in argento, di bottega veneziana;
- una pisside esagonale (XV secolo), in argento dorato.

A corredo dell'oreficeria sono qui esposte preziose opere provenienti dalla cattedrale come:
- Gesù Cristo benedicente in trono (inizio XIV secolo), in marmo, di anonimo scultore veneto;
- un paliotto in legno dorato con la raffigurazione del Giudizio Universale (XIV secolo);
- due rilievi in alabastro (XIV secolo) di manifattura inglese.

### Paramenti sacri e tessuti
Di grande rilievo anche la raccolta di paramenti sacri, arricchita anche da alcuni ricordi di papa Pio X, originario della provincia trevigiana. Di particolare rilievo: 
- tessuti e ricami (XV - XIX secolo), tra cui vanno segnalati i camici decorati con merletti di Burano;
- un piviale (XVII secolo) di damasco rosso e broccato di manifattura veneziana;
- una tonacella (XVIII secolo), di provenienza veneziana.
- arazzo con la Raccolta della manna (XVI secolo), di scuola fiamminga.